# Aeropuerto de Sidi Ifni
El aeropuerto de Sidi Ifni fue un aeropuerto civil y militar español situado en Sidi Ifni, provincia de Sidi Ifni, en la Región de Guelmim-Ued Nun en Marruecos.

## Historia
El emplazamiento del aeródromo corresponde a la única planicie, disponible en la margen izquierda del río Ifni. El 23 de abril de 1938 se inauguró la segunda línea de la reactivación de Iberia que fue la ruta Sevilla-Larache-Sidi Ifni-Cabo Juby (Tarfaya). En 1946 se inauguró la línea Ifni-Tenerife, con escalas en Las Palmas y Lanzarote.
Dentro de los incidentes iniciados en 1956 que dieron lugar a la guerra de Ifni en noviembre de 1957 se produjeron varios accidentes mortales. El 8 de mayo de 1957 se estrelló al poco de despegar un Junkers Ju-52/3m con 13 paracaidistas de la 9ª Compañía de la II Bandera, siendo rescatados algunos supervivientes por el rodeño Ángel Canales. El 11 de agosto de 1957 desapareció con toda su tripulación el avión Heinkel BR-21-279 de la 29 Agrupación del Ejército del Aire de Gando cuando regresaba de un vuelo de reconocimiento. En 1958 se completó la pista de tierra, mediante el apisonado, regado y mantenimiento de los resantes de 1.400 x 60 metros que permitía el empleo de aviones DC-3. De 1961 databan las últimas mejoras, con una pista de 2.000 x 45 metros, pistas auxiliares, además de las instalaciones de torre de control y terminal de carga para rutas con Canarias y la península.
Tras la cesión de Ifni a Marruecos en 1969 quedó sin uso, siendo el aeropuerto más cercano el aeropuerto de Agadir. En 2010 se produjo una acampada por parte del colectivo Dignidad Amzdogh que reclamaba más inversiones en Sidi Ifni y su provincia.
Actualmente alberga las instalaciones de la estación meteorológica METAR/SYNOP  de Sidi Ifni.

## Descripción
Constaba de la pista de despegue o aterrizaje, pista de rodadura, torre de control, terminal de pasajeros, terminal de uso militar e instalaciones auxiliares. Únicamente se mantiene en buen estado la terminal de pasajeros, en estilo art decó, que conserva gran parte de sus elementos originales y alberga la estación meteorológica de Sidi Ifni.